# Volvo Trucks

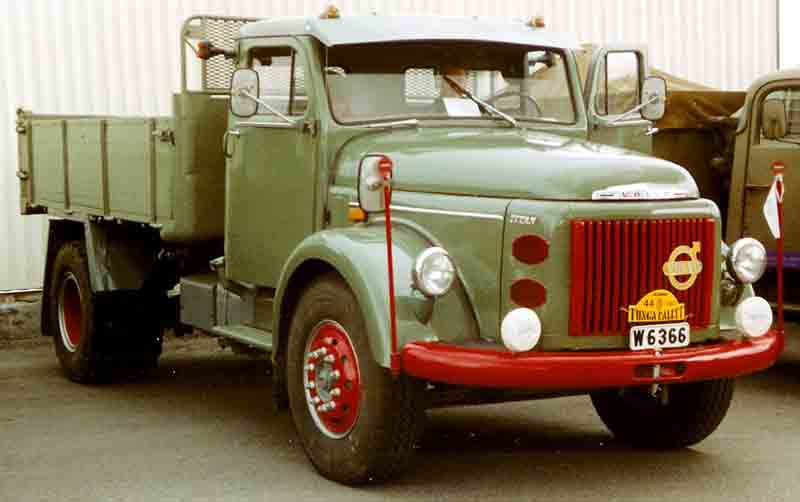
Volvo L495 Titan Truck 1965

Volvo Trucks (šv: Volvo Lastvagnar), je švédský výrobce nákladních vozidel, patřící do koncernu Volvo Group. Firma vznikla v roce 1927, v roce 2006 Volvo Trucks zaměstnával okolo 35,000 lidí na celém světě. Sídlo firmy je ve švédském městě Göteborg, výrobní závody nákladních vozů značky Volvo jsou v dalších 17 zemích. V roce 2005 bylo vyrobeno celkem 103 696 vozidel. K 30. výročí Volvo přidalo do motorové nabídky motor se 780 koňmi, jejich nejsilnější motor a též nejsilnější seriově vyráběný motor do nákladních automobilů.
Součástí Volvo Group jsou i další značky: Renault Trucks, Mack Trucks & UD Trucks.

## Historie
Při vzniku firmy Volvo v roce 1927 byl první nákladní vůz, řada LV 1 teprve na konstrukčních plánech, ale už v roce 1928 byl představen veřejnosti. Tento model měl úspěch a již v prvním roce se prodalo 500 kusů. Byl vybaven dvoulitrovým čtyřválcovým motorem o výkonu 28 hp (21 kW).

## Volvo Trucks ve světě

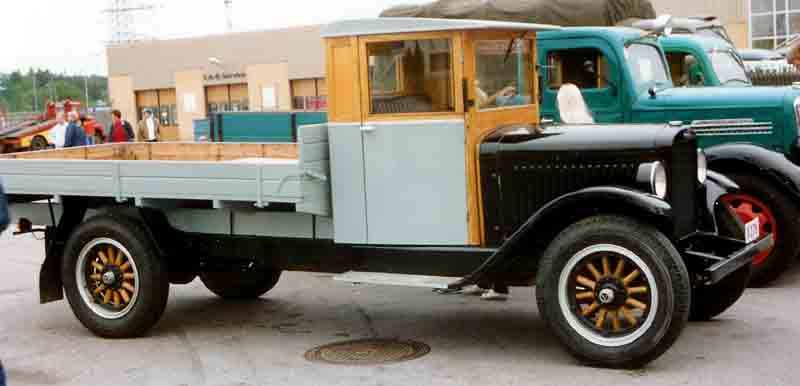
Volvo LV63, 1929

Kabiny vozů Volvo se montují v severošvédském městě Umeå, zatímco motory se vyrábějí v Skövde ve středním Švédsku. Hlavní sídlo společnosti je v Göteborgu, další montážní závody jsou v Belgii, USA, Brazílii, Jižní Africe, Austrálii, Číně, Indii a Rusku, což z ní dělá skutečně globálního výrobce. Hlavní centrální sklad a distribuce náhradních dílů a dílů do výroby je ve městě Gent v Belgii. Prodej nových vozů je rozdělený na 3 divize - Europa, Severní Amerika a Ostatní.

### Severní Amerika

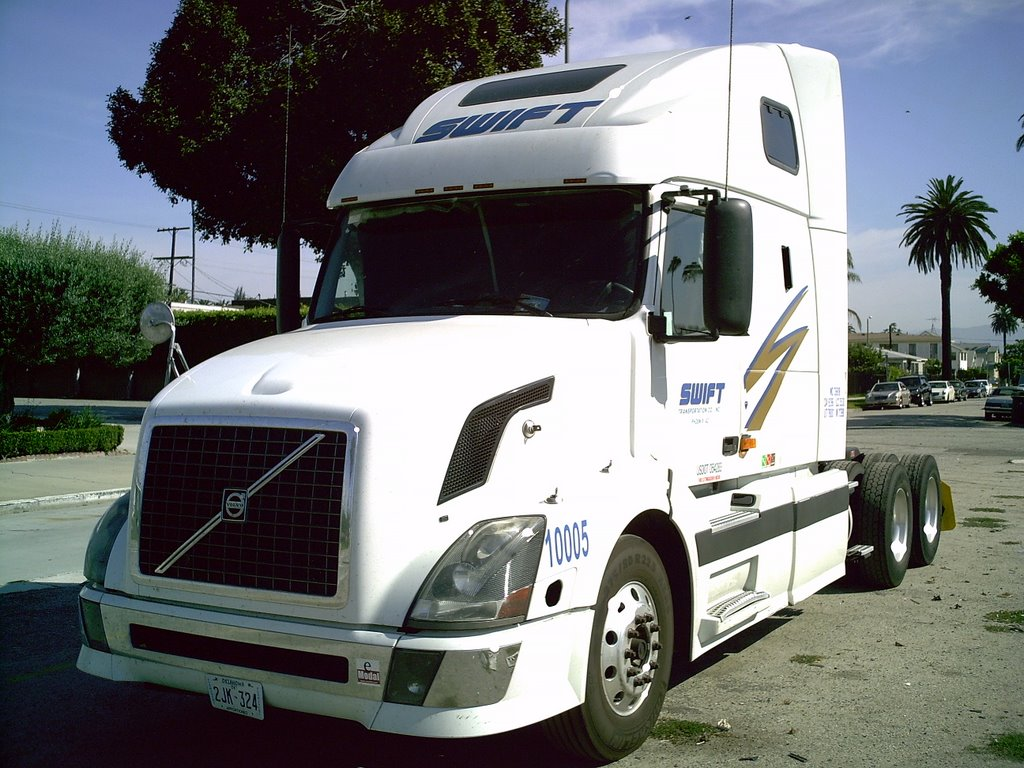
Volvo VN US model

V roce 1980 Volvo koupilo firmu White a zachránilo ji před bankrotem.
V průběhu osmdesátých let Volvo vyrábělo autobusy White, v Evropě prodávané jako Volvo. Modely White se na kanadském trhu prodávaly pod značkou Western Star.
V roce 1987, Volvo odkoupilo výrobu těžkých nákladních vozů od firmy General Motors, čímž vznikla nová značka WhiteGMC, přestože výroba pod značkou GMC pokračovala ještě do roku 1990.
V roce 1997 přestala značka WhiteGMC existovat, a všechny modely se začaly vyrábět pod značkou Volvo nebo Autocar. V roce 2000 byla zrušena po více než sto letech existence i značka Autocar.
V roce 2001 Volvo koupilo firmu Renault Vehicules Industriels, včetně Mack Trucks ve Spojených státech.
V současnosti Volvo vyrábí pod značkou Volvo a Mack 8 modelů nákladních a zemědělských vozidel ve městech Dublin, Virginie, a Macungie, Pensylvánie. Motory se vyrábějí v montážním závodě v Hagerstownu, Maryland, a jsou určeny pouze pro severoamerický trh.

### Jižní Amerika
Jediný výrobní závod nákladních vozů Volvo v jižní Americe je v Brazílii. Hlavními modely ve výrobě jsou F12, F10, F7, F16, N12, N10, FH12, FH16 a FL7.

### Současný výrobní sortiment (červenec 2006)
- Volvo FL
- Volvo FE
- Volvo FM
- Volvo FH
- Volvo 80th Anniversary FH16
- Volvo NH
- Volvo VHD
- Volvo VN
- Volvo VT 880

### Bývalá produkce

#### 1920 - 1930
- serie 1 a 2
- serie 3 a 4

#### 1930 - 1940
- LV66 a LV68
- LV71 a LV73
- LV75
- LV76 - LV79
- LV8 and LV9
- LV18, LV19 a LV29
- The "Sharpnose"
- TVA and TVB

#### 1940 - 1950
- The "Roundnose"
- LV11
- TVC
- LV15 a LV24
- L29C a V

#### 1950 - 1960
- L34
- L39 a L49
- L38 a L48 Viking
- TL11, TL12 a TL22
- L36 a L37
- TL31
- L42 a L43

#### 1960 - 1970

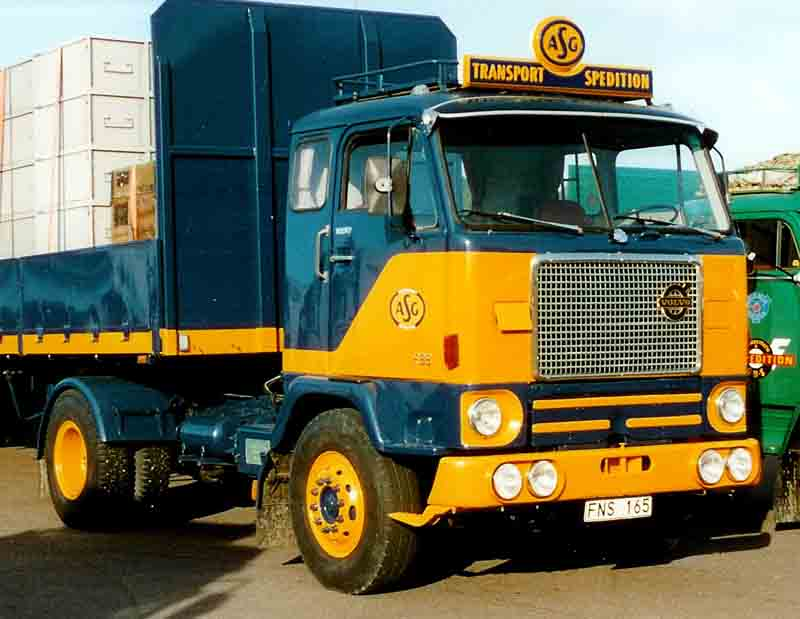
Volvo F88-49T Truck 1970

- The "Laplander"
- L46, L47 a N84
- L4751 a F85
- L4851 a F86
- L4951, F88 a G88
- F82 a F83
- N86 a N88

#### 1970 - 1980

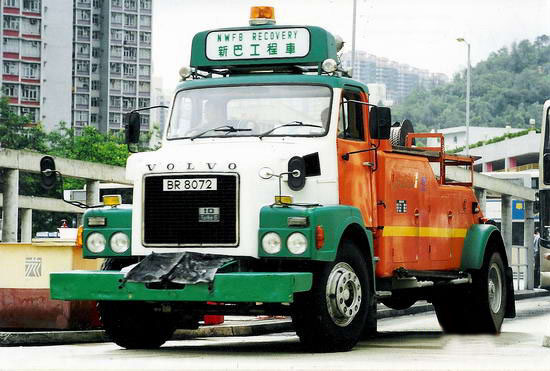
China Motor Bus, Hong Kong, Volvo N10.

- F89 a G89
- F82S a F83S
- N7, N10 a N12
- C3
- F4 a F6
- F10 a F12
- F6S
- F7
- Globetrotter

#### 1980 - 1990

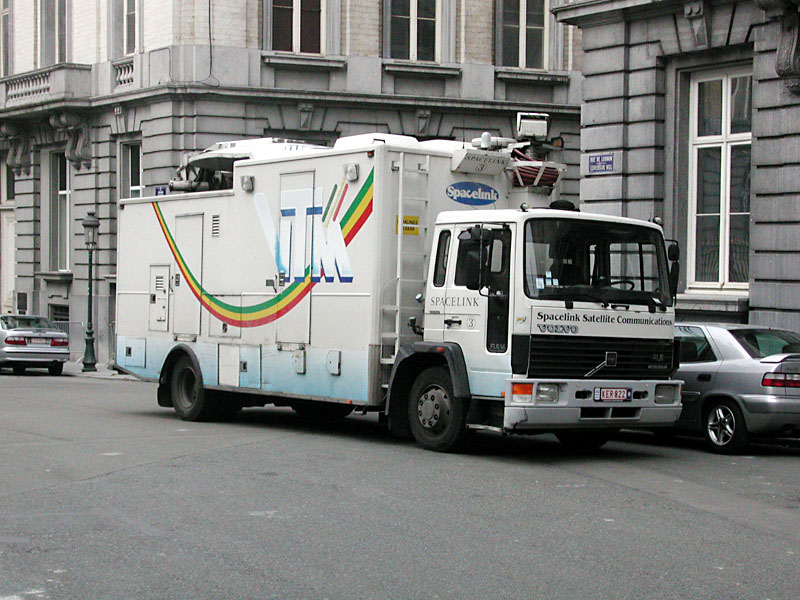
Volvo FL 6

- CH230
- White
- F10 and F12

- FL6 a FL4
- FL7 a FL10
- FS10
- F10, F12 a F16
- NL10 a NL12

#### 1990 - 2000
- FE
- FS7
- FH12 a FH16
- FL12
- ECT a FL6 Hybrid
- VN a NH
- FLC
- FM7, FM10 a FM12